# Mariachi jerusalem

## Mariachi Jerusalem

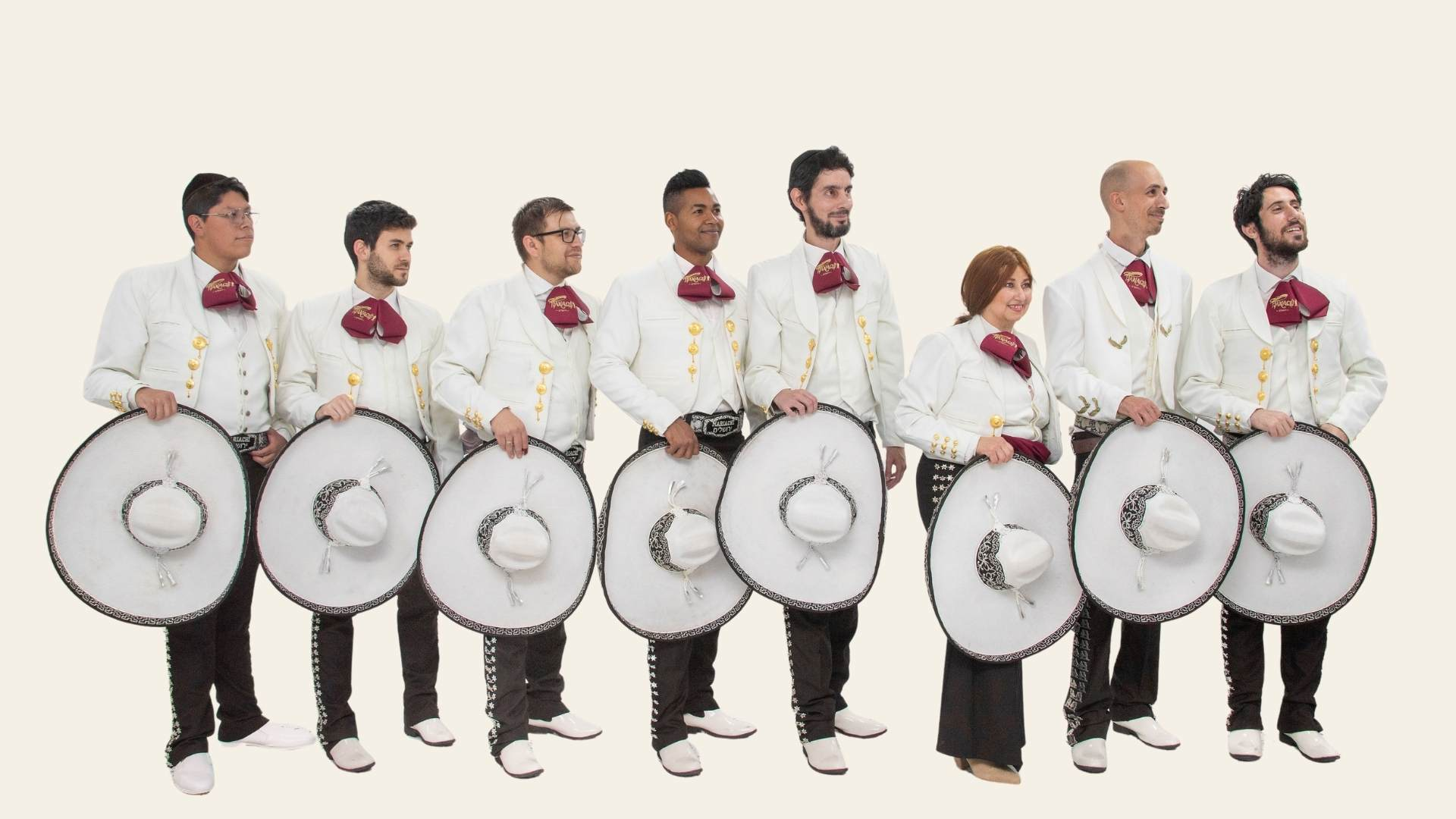
Mariachi Jerusalem 2025

Mariachi Jerusalem es un grupo musical israelí fundado en 2019 por Yojanan Peretz. Es reconocido como el primer mariachi formalmente establecido en Israel, combinando la tradición del mariachi mexicano con elementos culturales judíos y hebreos.

## Historia
Mariachi Jerusalem se formó en Israel en 2019 por iniciativa de Yojanan Peretz, músico de origen venezolano radicado en Israel. Su creación respondió a la escasez de agrupaciones profesionales dedicadas al género mariachi en el país y a la intención de aportar una propuesta cultural diferente como olé jadash (nuevo inmigrante) de origen latinoamericano.
La primera presentación oficial del grupo tuvo lugar el 10 de enero de 2019 en un evento familiar en Jerusalem. Desde entonces, la agrupación se ha presentado en diversos escenarios locales e internacionales, representando a Israel en el Encuentro Internacional del Mariachi y la Charrería celebrado en Guadalajara, México, en 2022. En diciembre de 2023, participó en el Festival de Música Judía en Jerusalem.

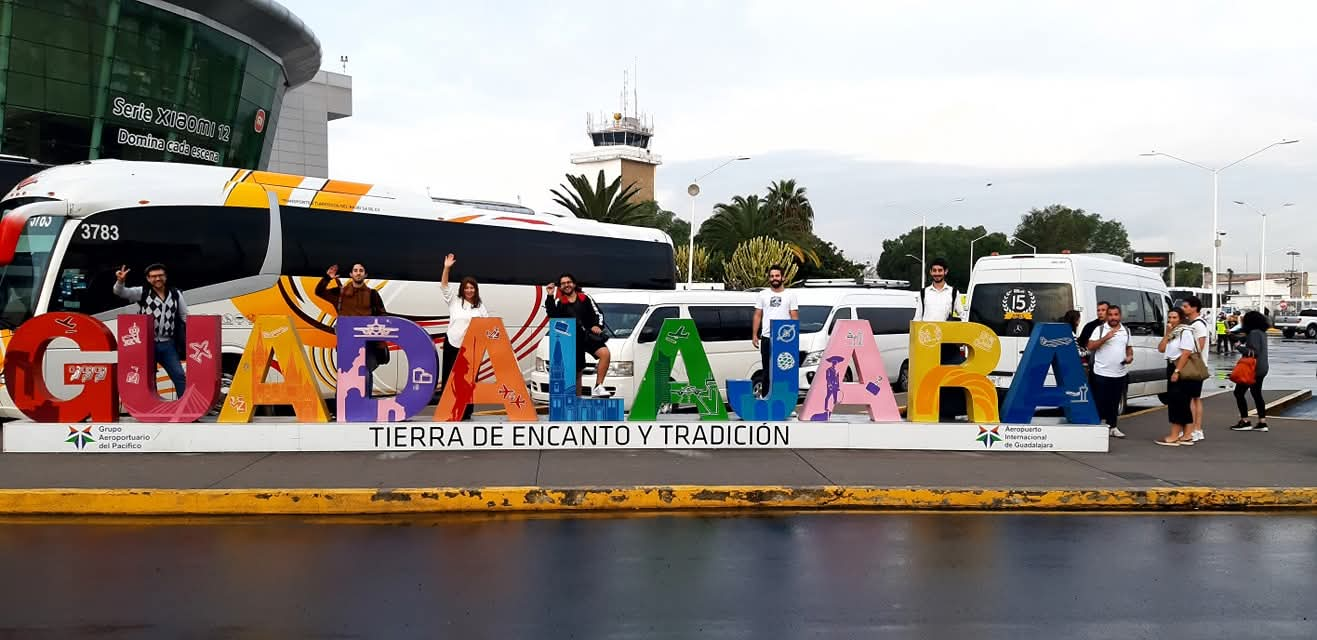
Llegada de Mariachi Jerusalem a Guadalajara, Encuentro del Mariachi 2022

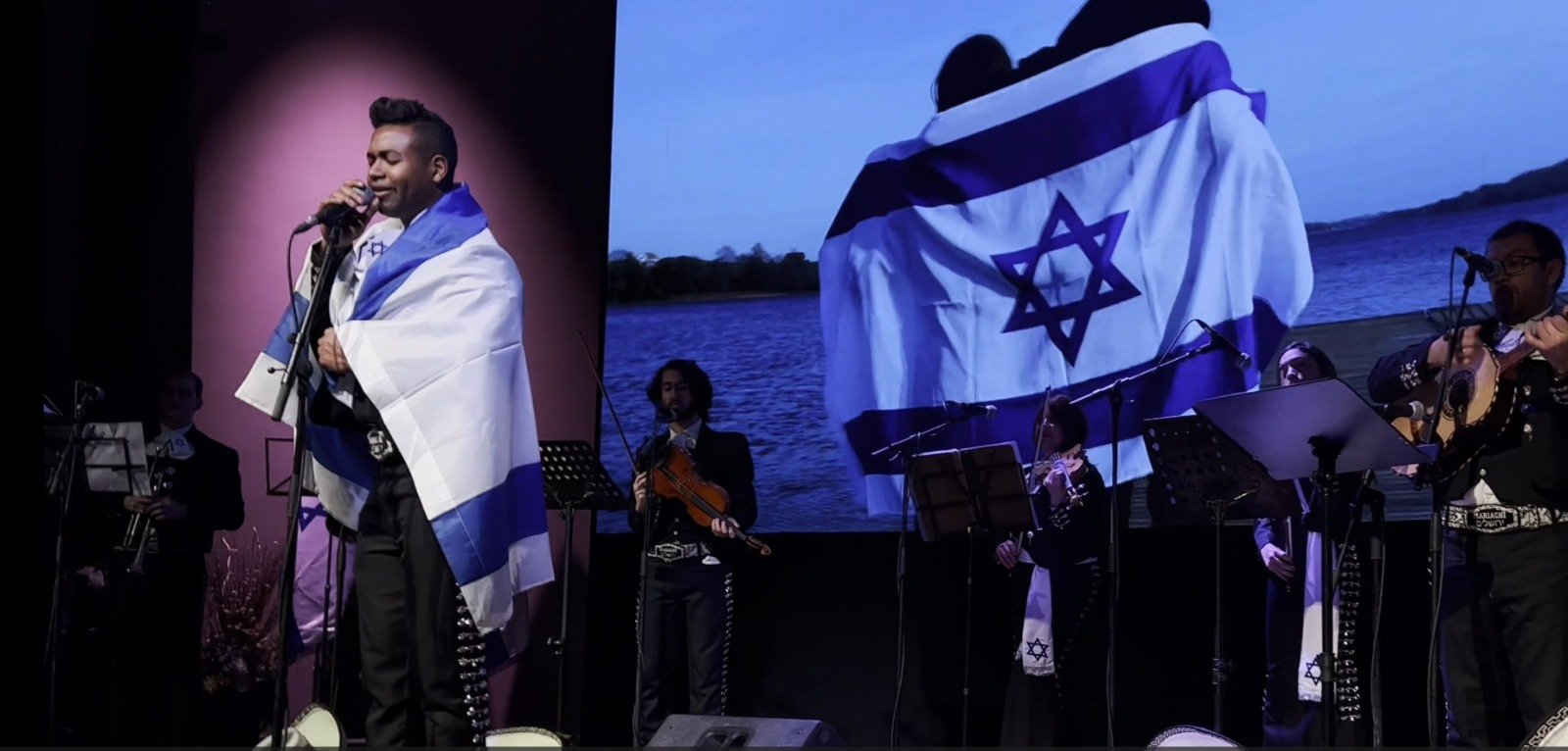
Mariachi Jerusalem Festival musica Judia en Jerusalem

En 2022, representó a Israel en el Encuentro Internacional del Mariachi y la Charrería celebrado en Guadalajara, México.  
En diciembre de 2023, participó en el Festival de Música Judía en Jerusalem, evento cubierto por medios locales.

## Impacto cultural
- Mariachi Jerusalem* ha desempeñado un papel singular como vínculo entre la tradición musical mexicana y la comunidad israelí, constituyéndose como el primer conjunto organizado de mariachi en Israel. Su labor se centra en la difusión de repertorios populares mexicanos, así como en la adaptación de piezas tradicionales judías y hebreas, explorando conexiones entre ambas tradiciones. [3]

Desde su fundación, ha participado en festivales culturales, actos comunitarios y celebraciones religiosas, integrando su propuesta musical en contextos multiculturales. Esta actividad ha contado con respaldo de la Cámara de Comercio de Guadalajara, que reconoció su labor en 2022, y de la Embajada de México en Israel para iniciativas de promoción cultural. 
A través de sus presentaciones públicas y materiales grabados, el grupo contribuye a ampliar la presencia del género mariachi en un entorno no hispanohablante, fomentando el intercambio cultural y mostrando la universalidad de la música como puente entre comunidades.

## Discografía
Desde su formación, el grupo ha publicado una serie de sencillos y un EP que combinan temas de la tradición judía, canciones populares israelíes, piezas latinoamericanas y clásicos del repertorio romántico. A continuación, su discografía conocida hasta julio de 2025

## Miembros
A julio de 2025, *Mariachi Jerusalem* está conformado por 11 músicos de distintas nacionalidades, incluidos intérpretes de Israel, México, Colombia y Venezuela. La formación combina voces, violines, trompetas, vihuela y guitarrón.  
- **Yojanan Peretz** — Fundador, director musical, productor y arreglista; guitarrón.
- **Lidor Ram Mesika** — Voz principal (Israel).
- **Gustavo Quiñones** — Voz principal (Colombia).
- **Yosef Daniel** — Voz principal (México).
- **Natan Rocha** — Vihuela.(Colombia)
- **Rotem Tel Shachar** — Violín.(Israel)
- **Sarah Peretz** — Violín.(Venezuela)
- **Lian Cohen** — Violín. (Israel)
- **Enmanuel Luvi** — Violín. (México)
- **Yoad Fastman** — Trompeta. (Israel)
- **Itamar Levi** — Trompeta. (Israel)

## Reconocimientos

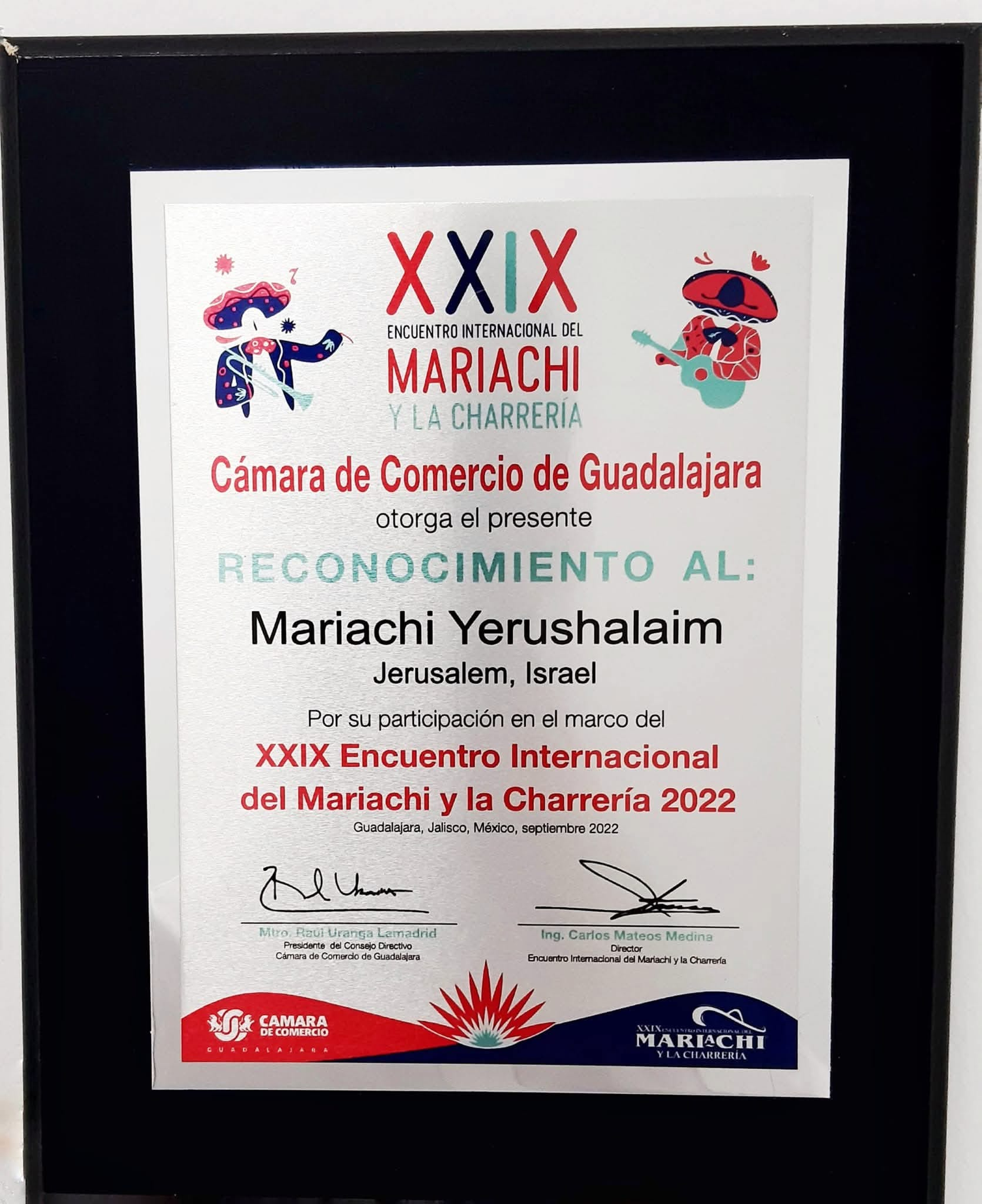
Reconocimiento al Mariachi jerusalem por la Camara de comercio de Guadalajara año 2022

En 2022, el grupo fue reconocido por la Cámara de Comercio de Guadalajara en el Encuentro Internacional del Mariachi y la Charrería por ser el primer mariachi establecido en Israel. Asimismo, cuenta con respaldo de la Embajada de México en Israel en iniciativas de cooperación cultural.